# Susanne Wigorts Yngvesson
Susanne Wigorts Yngvesson, egentligen Monika Susanne Vigortsson Yngvesson, född 2 maj 1967 i Kalmar, är en svensk professor i etik vid Enskilda högskolan i Stockholm.
Yngvesson forskar i huvudsak kring två fält. Det ena är etiska, filosofiska och teologiska aspekter av övervakning. Det andra är rättighetsorienterade frågor om medieetik och religionsfrihet/samvetsfrihet. Tillsammans med Bengt Wadensjö grundade hon Centrum för Samtidsanalys år 1999.
Yngvesson började 2006 som lektor och är sedan våren 2018 professor i etik. Hon tilldelades Wallquistpriset 2017.